# Madonna mit Kind (Marcenais)

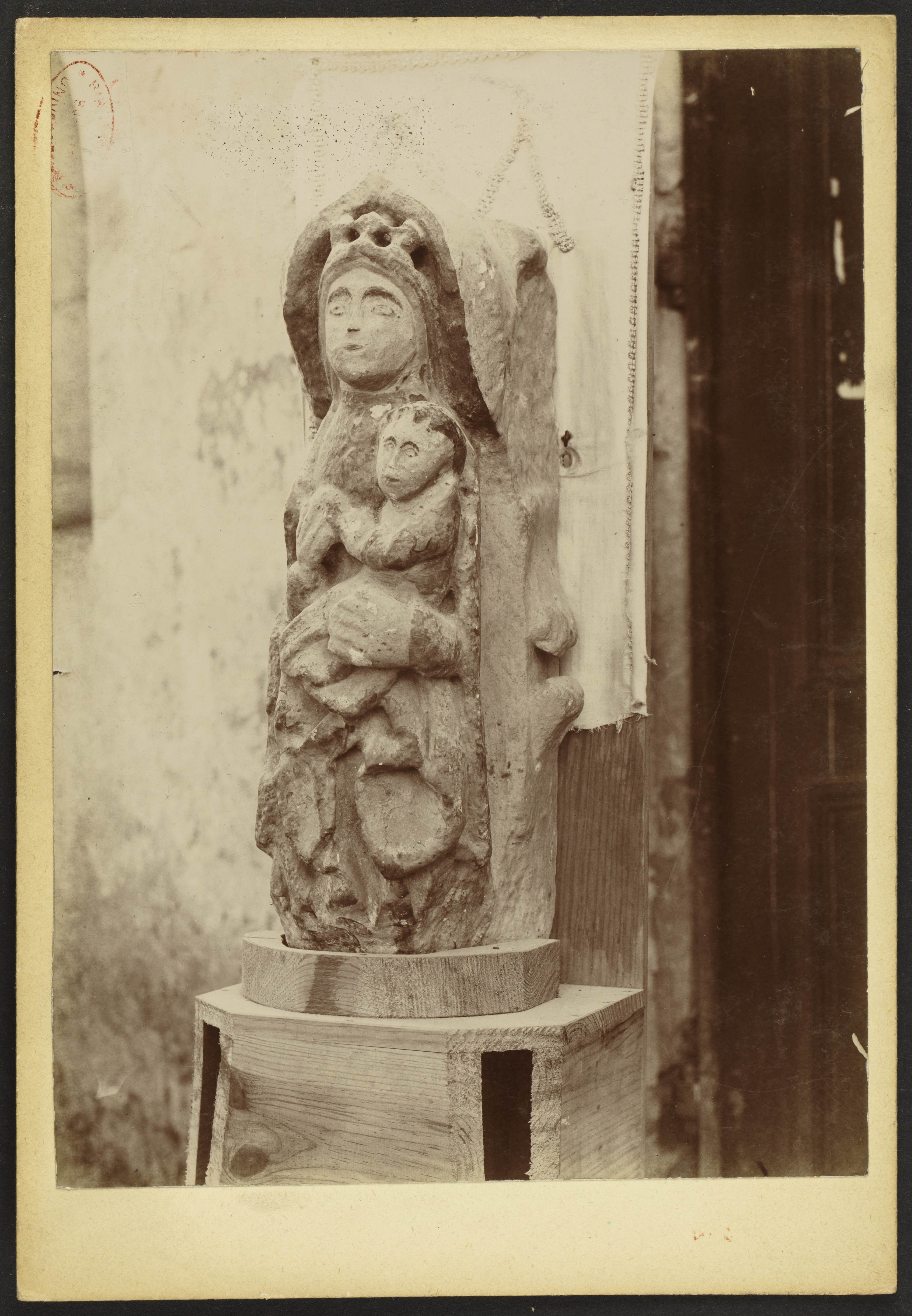
Madonna mit Kind in Marcenais (Foto von Jean-Auguste Brutails, um 1900)

Die Skulptur Madonna mit Kind in der Kirche Notre-Dame in Marcenais, einer französischen Gemeinde im Département Gironde der Region Nouvelle-Aquitaine, wurde im Mittelalter geschaffen. Im Jahr 1981 wurde die Skulptur als Monument historique in die Liste der denkmalgeschützten Objekte (Base Palissy) in Frankreich aufgenommen.
Die farbig gefasste Skulptur ist aus Stein. Maria mit Krone auf dem Haupt hält das Jesuskind auf dem linken Arm. Ihre linken Hände berühren sich. Beide schauen zum Betrachter.